# Розочка (оружие)
Розочка — вид импровизированного оружия, представляющий собой горлышко разбитой бутылки (реже — донце) с острыми краями. В силу своей специфики она обычно является оружием в ходе уличных и барных драк, часто после распития алкоголя, хотя может использоваться и в других случаях, так как является легкодоступным оружием, которое невозможно запретить.
В Великобритании и Австралии проводятся кампании по замене стеклянной посуды на выполненную из закалённого стекла, пластиковую или алюминиевую. Благодаря этому удалось добиться снижения количества атак с использованием розочек в барах, клубах и других общественных местах.

## Описание
Розочка представляет собой часть разбитой стеклянной посуды, чаще всего бутылки. Иногда в качестве розочки используются донца, но чаще — отбитые горлышки бутылок с острыми краями. Изготовление розочки заключается в случайном или преднамеренном разбитии бутылки, удерживаемой за горлышко, о твёрдый предмет.
Розочка способна причинять серьёзные ранения, что обусловлено как остротой разбитого стекла, так и наличием нескольких режущих кромок с одной стороны. Хотя чаще всего раны, наносимые розочкой, не столько опасны, сколько вызывают сильное кровотечение, что деморализует противника. При этом края розочки могут обламываться, оставляя осколки стекла в ране.

## Применение и борьба с ним
В силу простоты получения и распространённости «сырья» — стеклянных бутылок розочка является популярным оружием самообороны. В то же время, розочками часто наносят серьёзные повреждения при драках в барах и ресторанах, используя для создания оружия тару из-под распитого алкоголя: из толстостенных бутылок (например, от шампанского) получаются розочки с длинными прочными осколками, тонкостенные (например, от пива или водки) — с относительно ровными краями. Наиболее эффективными поражениями розочкой признаны колющие удары. Также специалисты отмечают, что розочкой можно блокировать удары ножом.

### Великобритания
В 1997 году министр внутренних дел Великобритании в теневом правительстве Джек Стро в рамках предвыборной кампании в парламент заявил о необходимости борьбы с использованием розочек (англ. Glassing). По его данным, ежегодно более полумиллиона британцев подвергались нападениям с использованием разбитой барной посуды, и около 5000 из них получали тяжёлые травмы. При этом за 1997 и 1998 год эта цифра выросла на 20 %. В сложившейся ситуации Стро, занявший к тому моменту должность министра внутренних дел в новом правительстве, со ссылкой на доклад организации British Crime Survey, сделанный в 1996 году, заявил о начале кампании по замене барной посуды на сделанную из закалённого стекла.

Партнёрство — это ключ к защите социальной и коммерческой составляющей нашего общества от пьяных хулиганов.
Оригинальный текст (англ.)Partnership is the key to reclaiming the social and commercial hearts of our communities from the drunken yobs.
— Джек Стро, 1998 год.
В мае 2000 года в Манчестере, после нападения с разбитой посудой на женщину в баре, при котором ей был нанесён удар в область глаза, местное правительство начало кампанию «Безопасное стекло  — безопасный город» (англ. Safe Glass Safe City), в рамках которой рекомендовало местным барам и клубам заменить обычную посуду на изготовленную из закалённого стекла. К 2007 году 90 % заведений города использовали безопасную посуду, таким образом манчестерская кампания по замене посуды стала самой успешной в Британии.
В остальной Великобритании замена стекла на закалённое натолкнулась на противодействие крупных производителей алкогольной продукции. Это привело к тому, что в мелких заведениях, обслуживавшихся местными пивоварнями, заменяли посуду на безопасную, а в тех, которые поставляли пиво от крупных производителей, подобной замены не происходило. В масштабах всей страны замена посуды происходила быстрее в её северо-западной части, чем на юго-востоке или в Лондоне. При этом, согласно опросам, посетители баров отдавали бы предпочтение посуде из обычного, а не закалённого стекла, также против замены стекла на пластик высказались бармены Шотландии.
В 2010 году дизайнерская фирма Design Bridge разработала двухслойные стаканы для баров: в них внутренний слой из закалённого стекла покрыт снаружи слоем прозрачного пластика, который не только увеличивает устойчивость стакана к разбитию, но и удерживает осколки вместе, если разбить посуду всё же удалось. Разработка прототипа обошлась в 175 000 £ и, по мнению авторов, должна была снизить частоту нападений с использованием розочек: с 1997 по 2010 год с введением посуды из закалённого стекла она снизилась всего на треть. Предлагалось ввести новую посуду в обиход в течение года.

### Австралия
С 2008 года в барах Нового Южного Уэльса согласно указу правительства штата после полуночи вся посуда заменяется на пластиковую. Это привело к снижению количества нападений с розочками к 2011 году. В 2011 году подобные меры были приняты и в Квинсленде. Некоторые пивоварни Австралии стали разливать пиво в бутылки, изготовленные из алюминия. Министр лицензирования алкоголя Пол Лукас тогда заявил, что надеется в течение 10 лет сделать страну свободной от стеклянной тары.

### Книги
- Тарас А. Е., Владзимирский А. В. Оружие уличного бойца / Ю. Г. Хацкевич. — Минск: Харвест, 2000. — 37 с. — 11 000 экз. — ISBN 985-13-0050-2.
- Талызин Н. Ю. Драка на ножах. — М.: Олма-пресс, 2001. — 288 с. — (Бойцовский клуб). — ISBN 978-5-224-03223-5.
- Маширо Н. Чёрная медицина: тёмное искусство смерти = Black medicine: the dark art of death / пер. с англ. А. Ширинский. — М.: Ультра культура, 2004. — 432 с. — ISBN 5-98042-055-X.
- Куропаткина И. В. Уличный бой без правил. Эффективные приемы активной защиты и нападения. Применение подручных средств для самообороны. — М.: Рипол Классик, 2006. — 224 с. — (Боевые искусства). — ISBN 978-5-790-54738-6.
- Иванов А. Реальная драка. Школа улиц и подворотен. — СПб.: Питер, 2010. — 208 с. — 3500 экз. — ISBN 978-5-498-07588-4.

### Статьи
- Clarke R. V., Newman G. R. Modifying Criminogenic Products: What Role for Government? (англ.) // Crime Prevention Studies. — Vol. 18. — P. 7—83.
- Ferguson B. Bars face glass ban in violence crackdown (англ.) // The Scotsman. — 2006. — 3 January. Архивировано 2 февраля 2013 года.
- Craig I. Calling time on pub pint glasses (англ.) // Manchester evening news. — 2007. — 17 February. Архивировано 22 января 2017 года.
- Shatter-proof pint glasses to be trialled in pubs to fight drunken violence (англ.) // Daily Mail. — 2010. — 5 February. Архивировано 11 октября 2016 года.
- Sandy A. All pubs set to become glass-free (англ.) // Corier mail. — 2011. — 11 March. Архивировано 24 января 2017 года.
- Laing A., Sendall M., Barker R. Alcohol-related violence: Is “glassing” the big issue? (англ.) // Emergency Medicine Australasia[англ.]. — 2013. — 15 October. — ISSN 1742-6723. — doi:10.1111/1742-6723.12136. Архивировано 24 января 2017 года.